# Stephan Harbort
Stephan Harbort (* 1964 in Düsseldorf) ist ein deutscher Sachbuchautor und Kriminalhauptkommissar.

## Leben und Wirken
Harbort schloss ein Studium als Diplom-Verwaltungswirt (FH) ab. Als Kriminalhauptkommissar im Polizeipräsidium Düsseldorf arbeitet er seit mehreren Jahren in der Gemeinsamen Ermittlungsgruppe Rauschgift. Seiner Tätigkeit als Sachbuchautor und Profiler für Serienmorde und -verbrechen geht er ausschließlich als Privatperson nach.
In den Jahren 1996 bis 2000 war Harbort Dozent an der Fachhochschule in Düsseldorf, dazwischen zusätzlich von 1998 bis 1999 noch Referent am Institut für Polizeifortbildung in Neuss. Von 2001 bis 2004 entwickelte er gemeinsam mit dem Fachbereich „Investigative Psychology“ an der Universität Liverpool das Datenbanksystem DRAGNET. Seit 2012 lehrt er als Dozent an der BTU Cottbus-Senftenberg im Masterstudiengang „Forensic Sciences and Engineering“, seit 2018 an der Kalaidos Fachhochschule in Zürich. Von 1997 bis 2018 führte er – nach eigenen Angaben – Interviews mit mehr als 50 verurteilten Serienmördern in Justizvollzugsanstalten und psychiatrischen Krankenhäusern.
Durch seine Auftritte im Fernsehen, z. B. bei Günther Jauch, Frank Elstner und Johannes B. Kerner, wurde er allgemein bekannt. Der Öffentlichkeit ist Harbort auch durch seine Gastkommentare in der Fernsehserie Medical Detectives geläufig. Außerdem ist er Fachberater für verschiedene TV-Dokumentationen und Krimiformate, z. B. der BBC-Dokumentation „Profiling“. Seine Bücher wurden in mehrere Sprachen übersetzt.
Harbort ist einer der Hauptdarsteller des Dokumentarfilms Blick in den Abgrund (2014) und der TV-Serie „Protokolle des Bösen“ (2016).
Harbort ist verheiratet und hat drei Kinder.

## Rezeption
In einem Film wurden Behauptungen laut, Harbort habe keine fundierte Ausbildung, um als Profiler zu arbeiten und in der Ausgabe des ZDF Magazin Royale vom 15. Oktober 2021 kritisierte Moderator Jan Böhmermann die Arbeitsmethoden Harborts und zweifelte seine fachliche Eignung im Bereich des kriminalistischen Profilings und der Fallanalytik an. Harbort veröffentlichte kurz darauf einen Offenen Brief, in dem er sich zu den Vorwürfen äußerte. Er stellt darin unter anderem klar, dass Psychologie ein Teil seines Studiums war, seine Privatgutachten sowohl vor Gericht zulässig seien, als auch fachlich verwertet werden könnten.

## Werke
- Der Beweis der Blutprobe. Boorberg, Stuttgart 1994, ISBN 3-415-01979-9.
- Rauschmitteleinnahme und Fahrsicherheit. Indikatoren, Analysen, Maßnahmen. Boorberg, Stuttgart 1996, ISBN 3-415-02126-2.
- Das Hannibal-Syndrom. Militzke, Leipzig 2001, ISBN 3-86189-209-X.
- Mörderisches Profil. Phänomen Serientäter. Militzke, Leipzig 2002, ISBN 3-86189-268-5.
- Ich musste sie kaputt machen. Anatomie eines Jahrhundert-Mörders. Droste, Düsseldorf 2004, ISBN 3-7700-1174-0.
- Der Liebespaar-Mörder. Droste, Düsseldorf 2005, ISBN 3-7700-1190-2.
- Das Serienmörder-Prinzip. Droste, Düsseldorf 2006, ISBN 3-7700-1221-6.
- Phänomen Serienmörder – Blaubeer-Mariechen. Pablos, Köln 2007, ISBN 978-3-938852-58-3.
- Phänomen Serienmörder – Das Phantom. Pablos, Köln 2007, ISBN 978-3-938852-60-6.
- Phänomen Serienmörder – Der Mittagsmörder. Pablos, Köln 2007, ISBN 978-3-938852-57-6.
- Phänomen Serienmörder – Private Geheimsache. Pablos, Köln 2007, ISBN 978-3-938852-59-0.
- Ein unfassbares Verbrechen. Der Fall Monika F. Droste, Düsseldorf 2007, ISBN 978-3-7700-1281-7.
- Begegnung mit dem Serienmörder. Jetzt sprechen die Opfer. Droste, Düsseldorf 2008, ISBN 978-3-7700-1263-3.
- Entretiens avec des tueurs en série. Scènes de crimes, Genf 2008, ISBN 978-2-940349-42-5.
- Wenn Frauen morden. Spektakuläre Kriminalfälle – vom Gattenmord bis zur Serientötung. Eichborn, Frankfurt am Main 2008, ISBN 978-3-8218-5703-9.
- „Ich liebte eine Bestie“ – Die Frauen der Serienmörder. Droste, Düsseldorf 2009, ISBN 978-3-7700-1359-3.
- Les tueurs en séries et leurs Victimes. Une nouvelle théorie. Scènes de crimes, Genf 2010, ISBN 978-2-940349-60-9.
- "100 Prozent tot". Das Phantom vom Grunewald. Droste, Düsseldorf 2010, ISBN 978-3-7700-1416-3.
- In der Hand des Serienmörders. Audio Media, München 2011, ISBN 978-3-86804-632-8.
- Falsche Fährten. Kriminalirrtümer und ihre Folgen. Eichborn, Frankfurt/Main 2011, ISBN 978-3-8218-6544-7 (als Hörbuch ISBN 978-3-8218-6391-7).
- Killerinstinkt. Serienmördern auf der Spur. Ullstein, Berlin 2012, ISBN 978-3-548-37477-2.
- Aus reiner Mordlust. Der Serienmord-Experte über Thrill-Killer. Knaur, München 2013, ISBN 978-3-426-78616-1.
- Gemeingefährlich: Deutschlands schlimmste Verbrecher – ein Kommissar berichtet. dtv, München 2015, ISBN 978-3-423-26054-1.
- Der klare Blick. Mit dem Wissen eines Profilers Lügen entlarven und richtige Entscheidungen treffen. Knaur, München 2016, ISBN 978-3-426-78762-5.
- Killerfrauen. Deutschlands bekanntester Serienmordexperte klärt auf. Knaur, München 2017, ISBN 978-3-426-78866-0.
- Wenn Kinder töten. Wahre Verbrechen. Deutschlands bekanntester Serienmordexperte klärt auf. Droemer, München 2018, ISBN 978-3426301869.
- Blut schweigt niemals. Deutschlands bekanntester Profiler erzählt Cold Cases. Droemer, München 2020, ISBN 978-3426302385.
- Der True Crime Wissenskalender: Wahre Verbrechen, mysteriöse Kriminalfälle. Harenberg, Dortmund 2021, ISBN 978-3840028052.